# 2013 SG102
2013 SG102 est un objet transneptunien de magnitude absolue 7,05 faisant partie des cubewanos.

## Caractéristiques
2013 SG102 mesure environ 184 km de diamètre.